# 顧瑜君
顧瑜君（英語：June Ku），生於臺灣臺北市，教育學學者、偏鄉教育家、社區教育實踐家，美國奧勒岡大學教育學博士，曾任國立東華大學教育研究所創所教授，現任國立東華大學環境暨海洋學院特聘教授、國立東華大學社會參與辦公室主任、環教中心主任，其以創辦花蓮「五味屋」社會企業聞名，其夫為知名心理學家余德慧。

## 外部連結
- 顧瑜君–國立東華大學自然資源與環境學系